# Montasio
El montasio és un formatge de pasta premsada cuita elaborat amb llet de vaca al Friül, a les regions del Friül - Venècia Júlia i del Vèneto. Pren el nom de la muntanya Jôf di Montasio.
La producció d'aquest formatge dur es creu que va començar al segle xiii per un monjo de l'Abadia de Moggio.
Pot presentar alguns ulls petits. El sabor depèn de l'envelliment. Amb gust de llet i mantega quan és tendre, salat i aromàtic quan ha madurat.